# Imo (estado)
Imo é um estado do sudeste da Nigéria, criado em 1976. Sua capital, e maior cidade, é Owerri. Sua população era, em 2012, em 4.744.619 de habitantes, para uma área de 5.530 km².